# Adolf Dahl (slavist i prevoditelj)
Adolf Dahl (Marienhamn, Ålandski otoci, 30. travnja 1942.), švedski slavist i prevoditelj

## Životopis
Rodio se je u Marienhamnu 1942. godine. Na Institutu za slavistiku Uppsalskog sveučilišta vodio i predavao na tečajima namijenjenim tumačima i prevoditeljima hrvatskog jezika. Sudionik u rječničkom projektu Lexini. Preko tog projekta pojavio se u Švedskoj prvi obujmom veći hrvatsko-švedski rječnik. 1985. objavio je u suradnji s Kayom Risbergom Svensk-kroatiskt lexikon: Švedsko-hrvatski rječnik, 2. izd. 1993.
Preveo je neka djela hrvatskih pisaca, poput Miroslava Krleže (Na rubu pameti, Utan mig, 1982.) Objavio s Andersom Gustafssonom usporedni rječnik hrvatskog jezika, bošnjačkog jezika i srpskog jezika s prijevodima na švedski jezik na srpskom i na švedskom jeziku Jämförande ordbok från serbiska, kroatiska och bosniska till svenska = Uporedni rečnik sa srpskog, hrvatskog i bosanskog na švedski jezik (2002.).

## Vanjske poveznice
- Švedska nacionalna knjižnica Rezultati pretrage Dahl Adolf 1942